# Guadalajara Challenger 2004
Il Guadalajara Challenger 2004 è stato un torneo di tennis facente parte della categoria ATP Challenger Series nell'ambito dell'ATP Challenger Series 2004. Il torneo si è giocato a Guadalajara in Messico dal 6 al 12 dicembre 2004 su campi in terra rossa.

## Vincitori

### Singolare
Mariano Puerta ha battuto in finale  Nicolás Lapentti con il punteggio di 6–0, 6–2

### Doppio
Santiago González /  Alejandro Hernández hanno battuto in finale  Rubén Ramírez Hidalgo /  Sergio Roitman con il punteggio di 7–6(5), 1–6, 6–3